# Сделано в Париже (альбом)
«Сделано в Париже» — четырнадцатый студийный альбом рок-группы Центр. Пластинка была записана во Франции и по сути стала компиляцией лучших песен группы, издававшихся в 80-е годы. Тираж по данным портала BestSellingAlbums.org составил 265 130 экз.
В ноябре 2010 года альбом был включён журналом «Афиша» в список «50 лучших русских альбомов всех времен. Выбор молодых музыкантов». Рейтинг составлялся по опросу среди представителей нескольких десятков молодых музыкальных групп России.

## История альбома
Отправной точкой в создании нового альбома можно считать май 1988 года, когда в Москву приехал французский продюсер Максим Шмитт и познакомился с Василием Шумовым, после чего между ними была заключена договорённость о записи пластинки на одной из французских студий.
Поездка на запись в другую страну — событие весьма нехарактерное для советских музыкантов, и тот факт, что записи Центра попали во Францию и пришлись там по вкусу, скорее всего, является счастливой случайностью. По одной из версий зимой 1987 года некий голландец Антон Мунен снимал в Москве документальный фильм о советской культуре в период перестройки, в ходе чего встретил Шумова и решил вставить его в свой репортаж в качестве представителя так называемого «московского рок-андеграунда». По завершении съёмок Шумов подарил Мунену один из альбомов группы, «Русские в своей компании», к которому тот, судя по всему, пристрастил своего французского знакомого Максима Шмитта. Шмитт оказался продюсером и, увидев в группе большой потенциал, решил записать их на своей студии. Также есть мнение, что пробиться Шумову за рубеж помогли связи его жены-француженки, которую осенью 1986 года он увёл у высокопоставленного иностранного дипломата. Эта версия больше похожа на правду, однако сам музыкант её опровергает, говоря, что его работа никак не была связана с национальностью жены, а поездка в Париж — это просто совпадение.
Летом 1988 года Василий Шумов уже был во Франции и занимался записью нового альбома в студии «Фербер». Фактически, вся задумка заключалась в том, чтобы переписать лучшие песни предыдущих альбомов на более современном оборудовании, повысить качество их звучания. Таким образом, были перезаписаны треки с альбомов «Тяга к технике» («Радиоактивность», 1984), «Замечательные мужчины» («Мужчины», «Бесполезная песня», «Жалобы», «Тургеневские женщины», 1986), «Русские в своей компании» («Повседневная жизнь», она же — «Человек» и «Алексеев», 1987), а также «Дитятя» («Привет тебе», «Комиссия», «Навсегда», 1988). Интересно, что Шумов делал только запись на 24 канала, сведение же продюсер произвёл позже и уже самостоятельно. Работа шла на протяжении одного месяца, и в феврале 1989 года пластинка была, наконец, издана, получив одноимённое с группой название «Center». На обложке были изображены артисты в национальных русских костюмах, с гармошкой и цветами в руках.
В том же 1989 году альбом был выпущен фирмой «Мелодия» в СССР под названием «Сделано в Париже». Название Шумову предположительно посоветовал его друг, писатель Сергей Горцев, который в то время находился под впечатлением от альбома «Made in Japan» группы Deep Purple. На обложке пластинки была изображена Эйфелева башня, и издавалась она тиражом свыше 40 тысяч экземпляров.
В феврале-марте 1989 года фирмой «Баркли/Полиграм» в поддержку альбома была организована грандиозная рекламная кампания, Центр в составе из пяти человек (Шумов, Сабинин, Тихомиров, Матвеев и Васильев) выехал в Париж и дал там пять концертов, что явилось беспрецедентной практикой для советских рок-коллективов. В Брюсселе был снят клип на песню «Навсегда», который позднее был показан в популярной телепрограмме «Взгляд». В целом все концерты прошли очень успешно, и у группы была неплохая пресса. Все отмечали очень современный саунд и качество концертов. Впрочем, не обошлось без курьезов. Так, солидная газета «Либерасьон» написала, что стиль «Центра» — это смесь музыки Битлз, Фрэнка Заппы и метала.

## Список композиций
Слова и музыка всех песен — Василий Шумов.
| №  | Название               | Французское издание | Длительность |
| -- | ---------------------- | ------------------- | ------------ |
| 1. | «Привет тебе»          | «Priviet»           | 3:30         |
| 2. | «Навсегда»             | «Navsiegda»         | 3:40         |
| 3. | «Тургеневские женщины» | «Tourgueniev»       | 3:50         |
| 4. | «Бесполезная песня»    | «Pesnia»            | 3:20         |
| 5. | «Радиоактивность»      | «Radioactivnost»    | 2:00         |

| №  | Название   | Французское издание | Длительность |
| -- | ---------- | ------------------- | ------------ |
| 1. | «Человек»  | «Tcheloviek»        | 3:50         |
| 2. | «Жалобы»   | «Jalobï»            | 3:10         |
| 3. | «Мужчины»  | «Moujchinï»         | 3:00         |
| 4. | «Комиссия» | «Komissia»          | 4:40         |
| 5. | «Алексеев» | «Alexeïev»          | 3:40         |

## Участники записи
- Центр
  - Василий Шумов — вокал, ритм-гитара, бас-гитара
  - Сергей Сабинин — соло-гитара
  - Евгений Тихомиров — бас-гитара
  - Всеволод Матвеев — клавишные
  - Александр Васильев — ударные
- Максим Шмитт — продюсирование
- Аранжировка: Василий Шумов, Максим Шмитт, Софья Моризет
- Микширование: Максим Шмитт, Фрэнк Редлих